# Гороженое (озеро)
Гороженое — озеро в Козельском районе Калужской области России. Озеро является старицей в правобережной части поймы речки Жиздры. Площадь озера — 2,96 гектар. Средняя глубина озера — 3 метров, а наибольшая — 5,5 метров. Длина линии берега водоёма составляет больше 500 метров, ширина — до 50-ти метров. Жёсткость воды составляет 0,65 миллиграмм на литр.

## География
Озеро Гороженое находится на территории национального парка «Угра» недалеко от деревни Нижние Прыски и реки Жиздра.
Юго-восточный берег озера порос еловым лесом, северо-западный — открытый. С юго-востока впадает безымянный ручей.

## Флора и фауна
Общее количество видов водно-прибрежной флоры — 19, из которых 6 являются редкими для Калужской области. Озеро выступает в качестве местообитания русской выхухоли — вида, который включён в перечень животных охраняемых Международным союзом охраны природы. Из рыб в озере обитают лещ, окунь, плотва и щука. В озере Гороженное располагается единственная во всей области популяция ореха водного — чилима, который занесён в перечень Красной книги Российской Федерации. По преданию, растение осталось и прижилось в озере после визита монголо-татарской конницы в XIII веке. Стебель этого растения достаёт до дна озера. Плод же держится за дно.